# Leerplein
Een leerplein is in Nederland een variant op het klaslokaal. Het is een onderwijsruimte op een (middelbare) school waar scholieren zelfstandig of docentgestuurd kunnen werken.
In principe werken de leerlingen aan schoolgebonden opdrachten, al dan niet met behulp van aanwezige computers of eigen hulpmiddelen, zoals een tabletcomputer of laptop. 
Verantwoordelijk voor het leerplein zijn één of meerdere leerpleinbeheerders/toezichthouders (onderwijsondersteunend personeel) die naast het handhaven van orde in samenspraak met vakdocenten bijlessen of huiswerkbegeleiding kunnen verzorgen.
De grootte van het leerplein en het aantal werkplekken hangt samen met de grootte van de school in kwestie en de onderwijsvisie omtrent gebruik van het leerplein naast de overige onderwijsruimtes.
Het leerplein is eind jaren '90 ontstaan als onderdeel van het studiehuis.
Het begrip leerplein is op sommige onderwijsinstellingen al niet meer weg te denken.
Op veel scholen staat de ontwikkeling van het leerplein echter nog in de kinderschoenen. 
Scholen weten vaak niet hoe ze een leerplein adequaat kunnen implementeren binnen het onderwijssysteem, omdat er nog geen wettelijke voorschriften/verplichtingen voor zijn en niet alle scholen een visie nastreven waarbinnen het leerplein een functionele rol kan spelen.